# Małgorzata Chodakowska
Małgorzata Chodakowska (n. 9 mai 1965 în Łódź, Polonia) este o sculptoriță poloneză, care, din 1991, trăiește și lucrează la Dresda. Alături de așa-numitele „femei obișnuite” – sculpturi cioplite în lemn, mai mari decât dimensiunea reală – Chodakowska a creat și figuri pentru fântâni arteziene. O atenție deosebită este acordată sculpturii Fată îndoliată pe marea de lacrimi, care, din anul 2010, amintește de bombardarea orașului Dresda din 1945.